# Eitelita
L'eitelita és un mineral de la classe dels carbonats. Rep el seu nom de Wilhelm Eitel, director de l'Institut d'Investigació de Silicats de la Universitat de Toledo, Ohio, qui va sintetitzar-la per primera vegada.

## Característiques
L'eitelita és un carbonat de fórmula química Na₂Mg(CO₃)₂. Cristal·litza en el sistema trigonal. La seva duresa a l'escala de Mohs és 3,5.
Segons la classificació de Nickel-Strunz, l'eitelita pertany a «05.AC: Carbonats sense anions addicionals, sense H₂O: carbonats alcalins i alcalinoterris» juntament amb els següents minerals: nyerereïta, zemkorita, bütschliïta, fairchildita, shortita, burbankita, calcioburbankita, khanneshita i sanromanita.

## Formació i jaciments
Va ser descoberta l'any 1954 en un pou de la Carter Oil Company Poulson, al comtat de Duchesne, a Utah (Estats Units). També ha estat descrita a l'estat de Wyoming, a Rússia, al Tadjikistan, al Sudan, a l'Índia, al Canadà i al Brasil.